# Jednotarifní sazba
Jednotarfiní sazba elektřiny je jedním z typů odběru elektrické energie. Spotřebitel platí za elektřinu jednu pevně stanovenou sazbu a to po celý den na rozdíl od dvoutarifní sazby.
Jednotarifní sazba je určena pro odběratele, kteří mají malou spotřebu elektrické energie. Ze strany dodavatele elektřiny se nezavazují k tomu blokovat energeticky náročné spotřebiče jako je tomu u dvoutarifní sazby. Dodavatel je naproti tomu povinen rezervovat pro každé odběrné místo s jednotarifní sazbou dostatečný proud o velikosti nominální hodnoty hlavního jističe.
Mezi jednotarifní sazby patří D01d a D02d.